# Titularbistum Andeda
Andeda ist ein Titularbistum der römisch-katholischen Kirche.
Es geht zurück auf einen untergegangenen Bischofssitz in der gleichnamigen antiken Stadt, die in der Region Pisidien im südlichen Kleinasien in der heutigen Türkei lag. Der Bischofssitz war der Kirchenprovinz Perge zugeordnet.
| Titularbischöfe von Andeda |                               |                                         |                   |                   |
| Nr.                        | Name                          | Amt                                     | von               | bis               |
| 1                          | Henri-Albert Thomine MEP      | Apostolischer Vikar von Laos (Thailand) | 13. Juli 1944     | 21. März 1945     |
| 2                          | Lorenzo Bereciartúa y Balerdi | Weihbischof in Saragossa (Spanien)      | 22. Februar 1946  | 18. Dezember 1955 |
| 3                          | Vincent-Marie Favé            | Weihbischof in Quimper (Frankreich)     | 12. Dezember 1957 | 18. April 1997    |